# Ennemis enchaînés
 (juillet 2024).
Pour plus de détails, voir Fiche technique et Distribution.
Ennemis enchainés est un film américain, réalisé par Luca Bercovici et sorti, en 1998,,,.

## Synopsis
Un criminel et un policier se retrouvent enchaînés l'un à l'autre après avoir été capturés dans la jungle par une milice para-gouvernementale.

## Fiche technique
- Titre français: Ennemis enchaînés
- Titre original : The Chain
- Réalisation : Luca Bercovici
- Scénario : Luca Bercovici, Sam Bernard, Jefery Levy
- Montage : Steven Wacks
- Musique : Kendall Schmidt
- Production : Sam Bernard, Natan Zahavi
- Pays d'origine : États-Unis
- Format : Couleurs - 35 mm - 1,85:1 - Ultra Stereo
- Genre : Action
- Durée : 96 minutes
- Date de sortie : 3 avril 1998 (Thaïlande)

## Distribution
- Luca Bercovici : Shawn
- Gary Busey : Franck Morissey
- Rez Cortez : Colonel Cortez
- Ken Metcalfe : Lippe
- Craig Judd : Zalir
- Fredie Ondra : Litto
- Victor Rivers : Carlos
- Jamie Rose : Ellen Morissey